# مهرجان كان السينمائي 1974
مهرجان كان السينمائي لعام 1974 هو الدورة الـ27 للمهرجان عُقد في 9 إلى 24 مايو من عام 1974، حصل فيلم «المحادثة» للمخرج الأمريكي فرانسيس فورد كوبولا على السعفة الذهبية للمهرجان.

## معرض صور

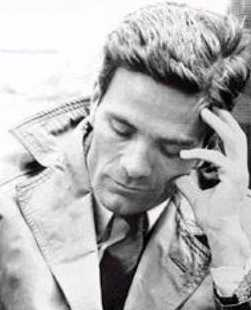
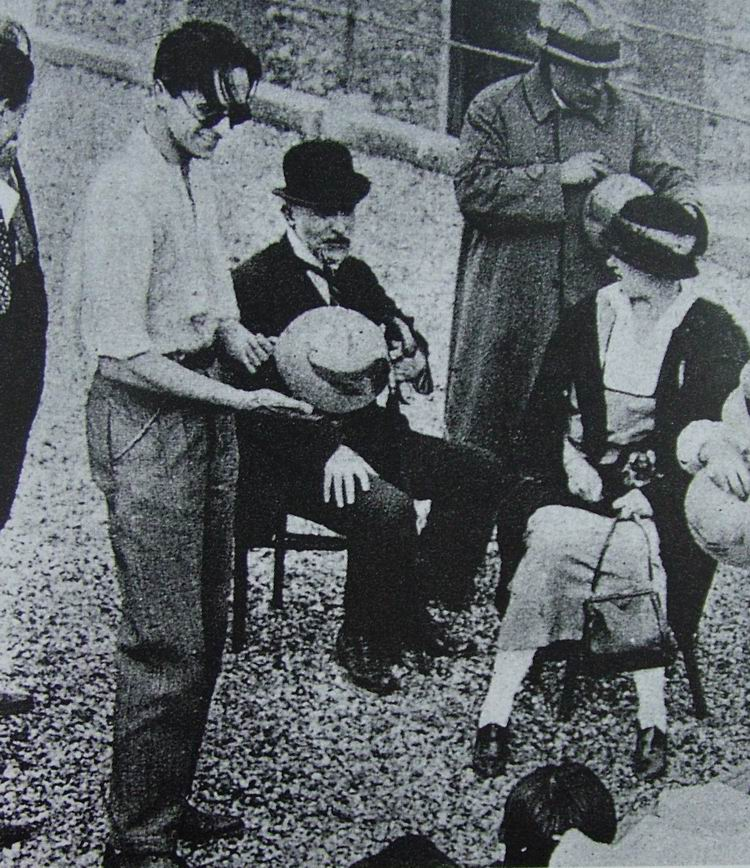
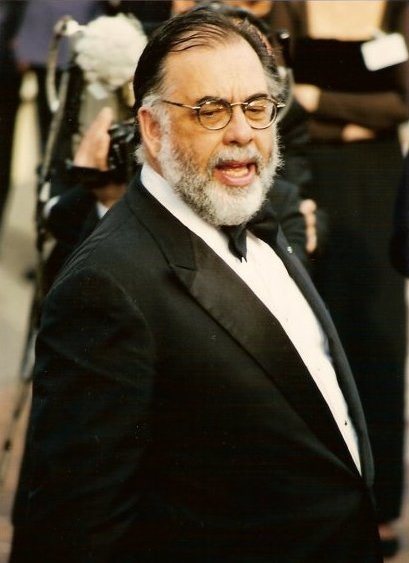